# 합천 백암리 석등
합천 백암리 석등(陜川 伯岩里 石燈)은 대한민국 경상남도 합천군 백암리에 있는 남북국 시대 신라의 석등이다. 1963년 1월 21일 대한민국의 보물 제381호로 지정되었다.
주위에 흩어져 있던 것을 복원하여 세운 통일신라시대의 석등이다. 여기에 백암사 또는 대동사의 터가 있었다는 이야기도 있지만, 확실한 근거는 없다.
부처의 빛을 밝히는 8각의 화사석에는 4개의 창과 돋을 새김의 4천왕상이 조각되었다. 화사석의 위는 8각의 지붕돌로 덮었고, 아래는 3단의 받침돌로 구성되었다. 8장의 연꽃잎을 새긴 아래받침돌 위에 8각의 긴 기둥으로 된 중간받침돌을 세워 신라석등의 경쾌한 특징을 보이고 있다. 윗받침돌에는 하늘을 향한 8장의 연꽃잎이 아름답게 새겨졌다. 지붕돌, 화사석, 받침돌의 사이에는 얕은 홈을 파서 연결 고정하였다.
전체적인 양식으로 보아 신라 중기인 8세기 후반의 우수한 석등이라 할 수 있다.

## 같이 보기
- 대동사지 석조여래좌상 - 경상남도 유형문화재 제42호

## 참고 자료
- 합천 백암리 석등 - 국가유산청 국가유산포털